# Neuberg (Dermbach)
Der Neuberg ist ein 528,7 m ü. NN hoher, bewaldeter Berg in der thüringischen Rhön, er erstreckt sich auf den Gemeindegebieten von Dermbach und Wiesenthal (Thüringen).
Der Neuberg bildet den nördlichen Abschluss der Diedorfer Hochebene und trennt Wiesenthal vom Feldatal. Touristisch werden der Neuberg und seine Sehenswürdigkeiten vom Rhönpaulus-Weg erschlossen. Am Westhang des Berges befindet sich das Naturschutzgebiet Ibengarten mit der Rhönpaulushöhle, am Osthang liegt das Naturschutzgebiet Wiesenthaler Schweiz.